# Michael Levin (Physiker)
Michael Levin ist ein US-amerikanischer theoretischer Festkörperphysiker.
Levin wurde 2006 am Massachusetts Institute of Technology bei Xiao-Gang Wen promoviert. Als Post-Doktorand war er Junior Fellow in Harvard. Er ist Associate Professor an der University of Chicago.
Er befasst sich mit topologischen Phasen in Vielteilchensystemen, unter anderem Symmetrie-geschützten topologischen Phasen (SPT). 2009 konstruierte er mit Ady Stern topologische Isolatoren mit fraktionierter (Anyon-)Statistik und gebrochenzahligen Quantenzahlen.
Weiter befasst er sich mit der Schnittstelle von Vielteilchensystemen und  Quanteninformationstheorie, zum Beispiel Simulation quantenmechanischer Systeme auf klassischen Computern, und der Natur der Quantenverschränkung in Vielteilchensystemen.
2019 erhielt er den Simons Foundation Award. Für 2020 erhielt er den New Horizons in Physics Prize für einschneidende Beiträge zum Verständnis topologischer Zustände von Materie und ihrer Verbindungen zueinander (Laudatio). 

## Schriften (Auswahl)
- Protected edge modes without symmetry, Phys. Rev. X, Band 3, 2013, S. 021009, Arxiv
- mit Z.-C. Gu: Braiding statistics approach to symmetry-protected topological phases, Phys. Rev. B, Band  86, 2012, S. 115109, Arxiv
- mit A. Stern:.Fractional topological insulators, Phys. Rev. Lett., Band 103, 2009, S.  196803, Arxiv
- mit Cody P. Nave: Tensor renormalization group approach to 2D classical lattice models, Phys. Rev. Lett., Band 99, 2007, S. 120601, Arxiv
- mit X.-G. Wen: Detecting topological order in a ground state wave function, Phys. Rev. Lett., Band 96, 2006, S. 110405, Arxiv
- mit Xiao-Gang Wen: Fermions, strings, and gauge fields in lattice spin models, Phys. Rev. B, Band 67, 2003, S.  245316, Arxiv